# Ботов, Матвей Владимирович
Бо́тов, Матве́й Влади́мирович — российский профессиональный хоккеист, вратарь.Чемпион ВХЛ в составе Воскресенского «Химика». В настоящее время выступает за ХК «Металлург Нк».

## Биография
Родился 18 мая 2001 года в городе Иваново. Хоккеем начал заниматься в Можайске. В чемпионате МХЛ дебютировал в сезоне 19/20, первый клуб МХК «Атлант». Далее провёл сезон в составе МХК «Спартак». В общем, в чемпионате и плей-офф чемпионата МХЛ провёл за «Атлант» и МХК «Спартак» 81 игру. В сезоне 22/23 подписал контракт с ХК «Химик» из Воскресенска. С фарм-клубом «Спартака» выиграл кубок Петрова. Перед началом сезона 23/24 перешёл в ХК «Норильск». В сезоне 2024/25 подписал контракт с новокузнецким «Металлургом».

## Достижения
- Чемпион ВХЛ 2022/2023
- Обладатель кубка Петрова